# Округ Колквит (Џорџија)
Округ Колквит (енгл. Colquitt County) је округ у америчкој савезној држави Џорџија.

## Демографија
По попису из 2010. године број становника је 45.498, што је 3.445 (8,2%) становника више него 2000. године.
| Група             | 2000.          | 2010.          |
| Белци             | 27.252 (64,8%) | 26.759 (58,8%) |
| Афроамериканци    | 9.869 (23,5%)  | 10.210 (22,4%) |
| Азијати           | 105 (0,2%)     | 294 (0,6%)     |
| Хиспаноамериканци | 4.554 (10,8%)  | 7.763 (17,1%)  |
| Укупно            | 42.053         | 45.498         |